# 川西航空機

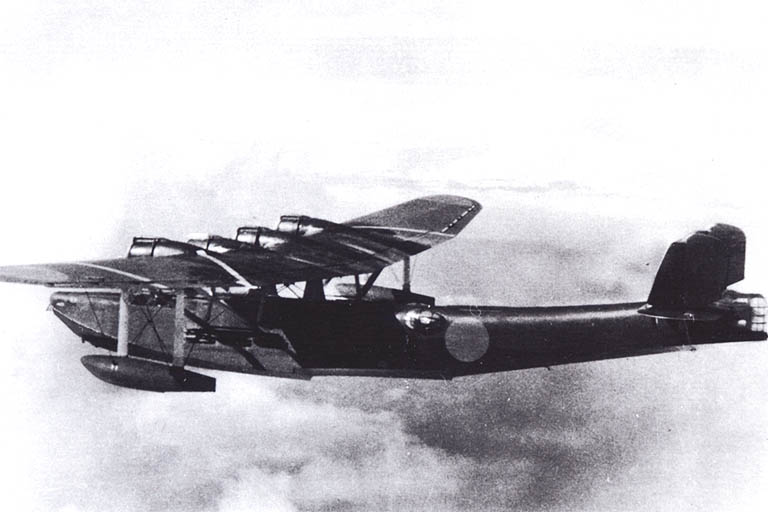
九七式飛行艇

川西航空機（かわにしこうくうき）は、かつてあった日本の航空機メーカーであり、現在の新明和工業の前身である。九四式水上偵察機、九七式飛行艇、二式飛行艇、紫電改などの海軍用航空機を製造した。特に水上機と飛行艇に定評を持つメーカーとなった。

## 歴史
日本毛織（ニッケ）の創業者川西清兵衛は、中島飛行機の創業者中島知久平が立ち上げた『飛行機研究所』に出資したが、1919年（大正8年）、金銭トラブルをきっかけに出資を引き上げ、別々の道を歩むことになる。
清兵衛は飛行機研究所改め「日本飛行機製作所」から手を引いた際に得た資金で、中島に対抗し得る新たな飛行機メーカーを作ることにし1920年（大正9年）2月、川西倉庫本社内に川西機械製作所を設立し飛行機部を設置した。飛行機部の責任者として、清兵衛の次男の川西龍三が就き、日本飛行機製作所改め中島飛行機製作所から引き抜いた若手技術者らと切磋琢磨した。
1928年（昭和3年）、川西機械飛行機部は川西航空機株式会社として独立した。当初はイギリスのショート・ブラザーズ社と提携し、同社設計の飛行艇、もしくはその改良型を生産していた。一方で完全国産化を目指し、ドイツの飛行機製作の権威であるアーヘン工科大学航空力学実験所長テオドル・フォン・カルマン博士を招いて、川西風洞実験所に民間唯一となる直立式試験風洞を設計した。

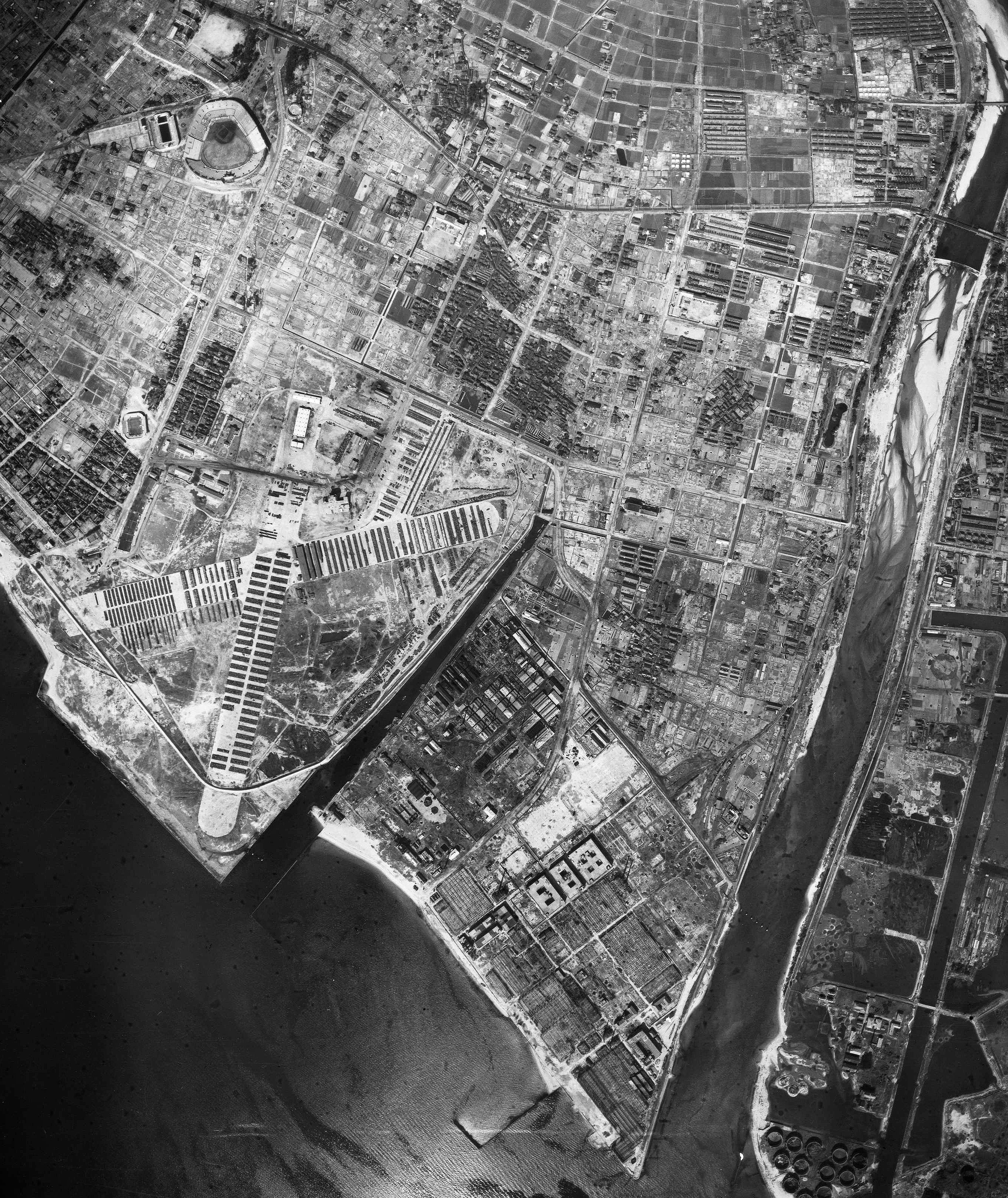
1948年（昭和23年）の鳴尾製作所（中央下辺り）周辺　中央左のX字は帝国海軍が所有していた鳴尾飛行場（米軍接収後）で、鳴尾製作所の製造機試験飛行用としても使用されていた。　国土地理院地図・空中写真閲覧サービスを基に作成

1930年（昭和5年）、工場を武庫郡鳴尾村（現西宮市）に移転（鳴尾製作所）。軍用機開発を通じて帝国海軍と密接な関係となり、以後軍部は川西を大型飛行艇メーカーとして育成していく。1931年（昭和6年）、ショートKF型飛行艇を改良した九〇式二号飛行艇の初飛行に成功。開発にあたっては、ショート社から技術者の派遣を受けた。1933年（昭和8年）には、後の九七式飛行艇の系譜につながる試作機『八試大型飛行艇』を受注した。
1938年（昭和13年）に海軍管理工場となる。

また戦闘機の分野にも進出し、水上戦闘機の強風、陸上戦闘機の紫電を開発。
1942年（昭和17年）、兵庫県武庫郡本庄村（現・神戸市東灘区）に鳴尾製作所の分工場となる甲南製作所（現・新明和工業甲南工場）が完成。また姫路市の国鉄播但線京口駅に近いところにあったニッケの工場が譲渡され、姫路製作所となった。
1943年（昭和18年）には鳴尾製作所に隣接した鳴尾競馬場及び鳴尾ゴルフ倶楽部の土地も接収され、鳴尾飛行場及び川西飛行機の生産用地として使用された。鳴尾村近辺は軍需村となり、国民徴用令による勤労動員あるいは学徒動員、さらには朝鮮半島からの朝鮮人徴用などといった国家総動員体制によって従業員は6万人を超えた。軍の要請で従業員および資材輸送のために鉄道も建設され（阪神国道線及び国鉄東海道本線へ接続）、現在の阪神武庫川線となった。
1944年（昭和19年）8月、兵庫県加西郡九会村と下里村（現・加西市）にまたがる敷地に急造された鶉野飛行場に隣接して、姫路製作所の分工場というべき組立工場が完成する。この工場の主力生産品として、ようやくまともな戦闘機となった紫電の改良版である紫電改が開発された。海軍航空技術廠（空技廠）での雷電との比較試験の結果から、海軍は紫電改を零式艦上戦闘機の事実上の後継機として認定し、大量生産を行うべく目論んだ。ただし航続距離の短さからベテランパイロットには不評であったという。もっとも紫電改は元々迎撃機（海軍で言う局地戦闘機）であり、制空戦闘機としては設計されていない。その上、既に大東亜戦争の戦局は絶望的状況になっていて、生産も空襲などで頓挫し、敗戦までの生産数は紫電446機、紫電改44機と少数にとどまった。

### 工場
川西は鳴尾以外にも甲南製作所（兵庫県本庄村＝現・神戸市東灘区）、宝塚製作所（兵庫県良元村＝現・宝塚市）、姫路製作所（姫路市）があった。宝塚製作所は、現在JRA阪神競馬場が所在している場所であり、新明和工業本社工場も隣接地にある。甲南製作所は、戦後新明和工業の航空機部品を製造する主力工場となった。
大東亜戦争末期には、4製作所すべてが米軍の空襲を受けて壊滅。このため各製作所が兵庫県や大阪府、京都府の各地に疎開工場を持っていた。代表的な例は以下の通り。
・甲子園（兵庫県西宮市）

・小林聖心女子学院（兵庫県宝塚市）

・関西学院大学（兵庫県西宮市）

・松下航空工業北条工場（兵庫県北条町＝現・加西市）

・北条地下工場（兵庫県北条町）

・群是工業八鹿工場（兵庫県八鹿町＝現・養父市）

・京阪神急行電鉄梅田駅（大阪府大阪市）

・盾津飛行場（大阪府盾津町＝現・東大阪市）

・松下航空機工場（大阪府住道町＝現・大東市）

・石原飛行場（京都府福知山市）

・正明寺地下工場（京都府福知山市）
このうち、松下航空機会社は松下電器産業（現・パナソニック）が海軍の要請で飛行機の製造を目指して設立した会社だが、同時に川西の下請けも行った。松下航空機の設立には、松下創業者の松下幸之助や後の三洋電機創業者井植歳男らが絡んでいる。
1945年（昭和20年）3月、スパイ対策として軍の命令で社名を「神武秋津社」（じんむあきつしゃ）と変更させられる。さらに敗戦直前になって、全事業が海軍に取り上げられ「第二軍需工廠」となった。

### 戦後
第二次世界大戦終結にともない、GHQ指令によって航空機の製造が中止になった。神武秋津社は川西航空機の名前に戻り、海軍に接収されていた事業も取り戻し、民需への転換を急ピッチで進めるべく様々な取り組みを行う。この中から現在も残っているのが、産業機器や水処理ポンプなどの分野である。一方、母体の川西機械も第二会社を設立するなどして民需転換を進めた。
1949年（昭和24年）11月に新明和興業株式会社へ社名を変更した。良元村仁川の宝塚製作所跡地は鳴尾競馬場を引き継ぐ形で1949年（昭和24年）に阪神競馬場が建設された。
その後文字を変えて新明和工業となり、旅客機（YS-11）や飛行艇（PS-1、US-1）など航空機の製造を再開した。現在はUS-2の生産を行っている。

### 年譜
- 1918年（大正7年）: 川西清兵衛と中島知久平（中島飛行機創業者）が共同出資して、日本飛行機製作所設立。
- 1919年（大正8年）: 11月、川西が中島に日本飛行機株の引き取りを求め、中島が応じる。川西は日本飛行機製作所から手を引く。
- 1920年（大正9年）: 川西機械製作所航空機部として創業。清兵衛の次男の川西龍三が責任者となる。
- 1928年（昭和3年）: 川西航空機株式会社設立。
  - 川西一二型『桜号』を使った世界初の太平洋横断無着陸飛行を目指すが結局中止に終わる。
- 1931年（昭和6年）: 九〇式二号飛行艇試作機の初飛行に成功。
- 1932年（昭和7年）: 九〇式二号飛行艇が海軍に制式採用。4機を納入した。
- 1933年（昭和8年）: 九三式中間練習機の初飛行に成功。
- 1934年（昭和9年）: 九四式水上偵察機が海軍に制式採用。
- 1936年（昭和11年）: 九七式飛行艇の試作機となる『九試大型飛行艇』が初飛行に成功。
- 1938年（昭和13年）: 九七式飛行艇が海軍に制式採用。
- 1939年（昭和14年）: 甲南製作所の設置を決定。
- 1941年（昭和16年）
  - 10月　宝塚製作所の操業を開始[7]。
  - 12月　二式飛行艇試作機の初飛行に成功。
- 1942年（昭和17年）
  - 2月　二式飛行艇が海軍に制式採用。
  - 5月　宝塚製作所の土地が海軍所有になる。
  - 7月　姫路製作所の操業を開始。
  - 10月　甲南製作所の操業を開始。
- 1943年（昭和18年）: 水上偵察機『紫雲』、水上戦闘機『強風』、局地戦闘機『紫電』が海軍に制式採用。
- 1944年（昭和19年）: 夜間戦闘機『極光』が海軍に制式採用。
- 1945年（昭和20年）
  - 3月 社名を神武秋津社に変更。
  - 4月 局地戦闘機『紫電改』が海軍に制式採用。
  - 7月 3製作所全てが海軍直営となり、休眠会社化。
  - 8月 終戦と同時にすべての航空機の製造を終了。鳴尾製作所が米軍に接収される。
- 1946年（昭和21年）: 原動機付自転車『ポインター』、三輪自動車『アキツ号』の製造を開始。
- 1947年（昭和22年）: 社名を明和興業に変更。
- 1948年（昭和23年）: 宝塚製作所の遊休地を西日本競馬振興会（現・京阪神ビルディング）に引き渡す。阪神競馬場の工事が始まる。
- 1949年（昭和24年）
  - 11月　明和興業、自動車製造部門の明和自動車工業と汎用機器部門の新明和興業に分割。

## 開発・生産した航空機
軍用機
- 一三式練習機
- 三式陸上初歩練習機
- K-11
- 九〇式三号水上偵察機
- 九〇式二号飛行艇
- 九一式水上偵察機
- 九三式中間練習機
- 九四式水上偵察機
- 八試水上偵察機
- 八試大型飛行艇 - 計画のみ。
- 九試夜間水上偵察機
- 九七式飛行艇
- 九九式飛行艇
- 十試水上観測機 - 計画のみ。
- 十一試特殊水上偵察機
- 十一試水上中間練習機
- 零式水上初歩練習機
- 十二試二座水上偵察機 - 計画のみ。
- 十二試三座水上偵察機
- 二式飛行艇
- 水上戦闘機「強風」
- 局地戦闘機「紫電」
- 局地戦闘機「紫電改」
- 夜間戦闘機「極光」
- 水上偵察機「紫雲」
- 十七試陸上戦闘機 - 計画のみ。
- 十七試陸上攻撃機 - 計画のみ。
- 十七試大型飛行艇 - 計画のみ。
- 試作甲戦闘機「陣風」 - 計画のみ。
- 試作輸送飛行艇「蒼空」 - 計画のみ。
- 試作特殊攻撃機「梅花」 - 計画のみ。
- TB - 計画のみ。
- KX-3 - 計画のみ。

民間機
- K-1（英語版）
- K-2（英語版）
- K-3（英語版）
- K-6（英語版）
- K-7（英語版）
- K-8（英語版）
- K-10（英語版）
- K-12 桜号
- 川西式四発型飛行艇